# Anaspis
Anaspis là một chi lớn bao gồm các loài bọ cánh cứng trong họ Scraptiidae. Các con bọ cánh cứng này đôi khi bị gọi nhầm với các loài trong họ Mordellidae khi chúng có mặt với số lượng lớn trên các hoa và có thói quen bổ nhàu xuống đất khi bị khuấy động.

## Hình ảnh

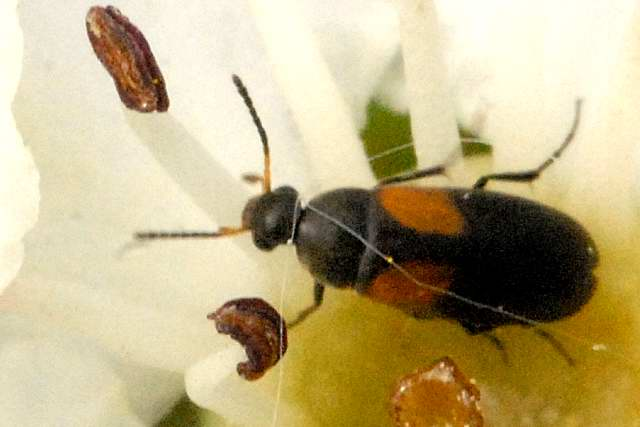
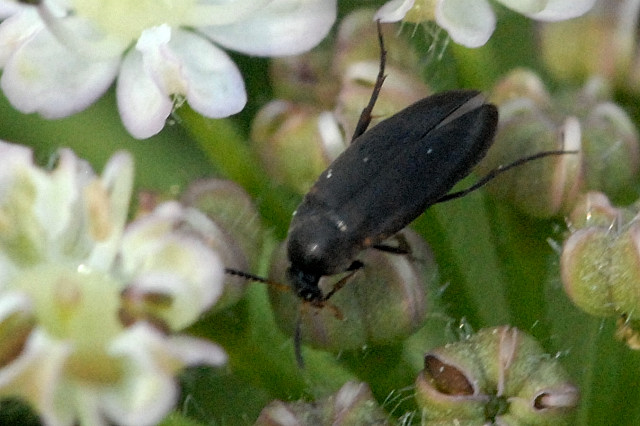
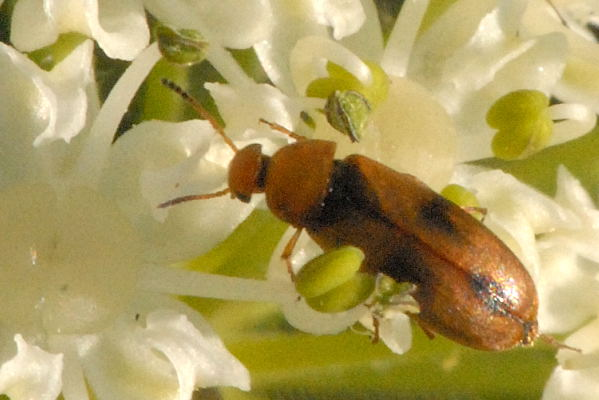
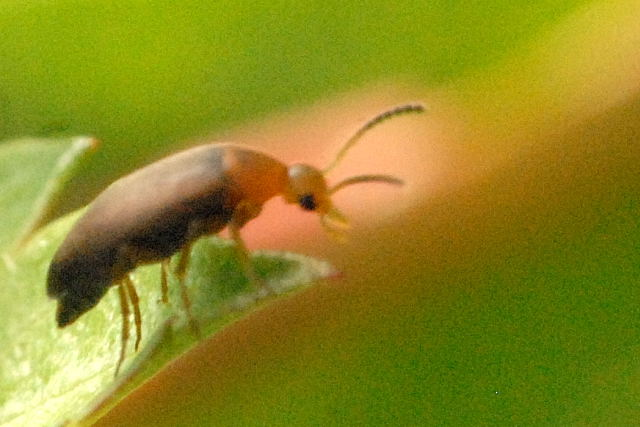

## Các loài

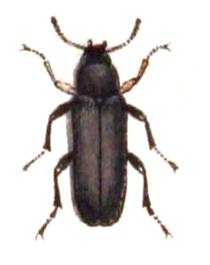
Anaspis frontalis

Loài gồm có:
| - Anaspis abollata - Anaspis akaira - Anaspis apfelbecki - Anaspis arctica - Anaspis atrata - Anaspis balthasari - Anaspis beardsleyi - Anaspis bernhaueri - Anaspis bernikovi - Anaspis bilaciniata - Anaspis bohemica - Anaspis brunnipes - Anaspis canariensis - Anaspis cavipalpis - Anaspis chevrolati - Anaspis collaris - Anaspis corcyrica - Anaspis costai - Anaspis curtii - Anaspis cypria - Anaspis dichroa - Anaspis distinguenda - Anaspis duryi - Anaspis eversi | - Anaspis excellens - Anaspis fasciata - Anaspis flava - Anaspis flavipennis - Anaspis florenceae - Anaspis frontalis - Anaspis ganglbaueri - Anaspis garneysi - Anaspis graeca - Anaspis helvetica - Anaspis hispanica - Anaspis horni - Anaspis hudsoni - Anaspis humerosa - Anaspis imitator - Anaspis incognita - Anaspis insularis - Anaspis kiesenwetteri - Anaspis kochi - Anaspis labiata - Anaspis latipalpis - Anaspis latiuscula - Anaspis lindbergi - Anaspis lucana | - Anaspis lurida - Anaspis luteobrunea - Anaspis mancinii - Anaspis marginicollis - Anaspis mariae - Anaspis melanopa - Anaspis melanostoma - Anaspis militaris - Anaspis mulsanti - Anaspis nigrina - Anaspis nigripes - Anaspis olympiae - Anaspis ornata - Anaspis palpalis - Anaspis poggi - Anaspis proteus - Anaspis pulicaria - Anaspis pyranaea - Anaspis quadrimaculata - Anaspis rambouseki - Anaspis rayi - Anaspis regimbarti - Anaspis revelieri - Anaspis rufa | - Anaspis ruficollis - Anaspis rufilabris - Anaspis rufitarsis - Anaspis schneideri - Anaspis seposita - Anaspis septentrionalis - Anaspis serbica - Anaspis sericea - Anaspis setulosa - Anaspis silvatica - Anaspis steppensis - Anaspis stierlini - Anaspis stussineri - Anaspis subtilis - Anaspis suturalis - Anaspis testacea - Anaspis thoracica - Anaspis thoracoxantha - Anaspis trifasciata - Anaspis truquii - Anaspis varians - Anaspis versicolor - Anaspis viennensis |